# Meiam
Meiam, auch Meham, Mayam und Miam, war eine Masseneinheit (Gewichtsmaß) für Gold und Silber im Britisch-Hinterindien.
- 1 Meiam = 1/320 Kätti = 6,07 Gramm

Die Maßkette war
- Singapur: 1 Kätti = 20 Bönkals = 320 Meikal = 1,9428 Kilogramm[2]